# Josef Kohler
Josef Kohler (født 9. marts 1849 i Orenburg, død 3. august 1919 i Berlin) var en tysk retslærd.
Kohler tog 1873 statseksamen samt blev sagfører og amtsdommer i Mannheim, 1878 ordentlig professor i Würzburg, 1888 i Berlin. Ved sin uhyre produktion, der omspændte alle dele af retsvidenskaben — universalretshistorien, retsfilosofien, borgerlig ret, proces-, strafferet, stats- og folkeret med mere — og æstetik — poesi, roman, musik —, ved sin brændende, åndelige ærgerrighed, sin voldsomme stræben efter at omfatte tidens, eller rettere, alle tiders hele åndsliv, sin næsten ufattelige arbejdskraft, hører Kohler til den juridiske verdenslitteraturs mærkeligste og interessanteste personligheder. Hans vidtdrevne selvfølelse stod i nøje forbindelse med hans uforstående og hensynsløse fremfærd mod ånder af en anden støbning — Jhering og Windscheid for eksempel —, hans psykologiske sans og forståelse var i det hele svagt udviklet.
Kohlers talløse skrifter lyser af geniale ideer, gnister og guldkorn, men de er mere de glimtende lynskud end mesterens helstøbte eller
veltilfilede værker, mange, ikke mindst hans fremstillinger af naturfolkenes ret, nærmest materialsamlinger. Som erkendelsesteoretiker eller retsfilosof var Kohler hverken original eller konsekvent, hans holdning både over for naturretten og den historiske skole uklar og vaklende; han var en glødende tilhænger og beundrer af Hegel, men også under påvirkning af Schopenhauer og Nietzsche, i sine sidste år tillige af Thomas fra Aquino. Han betragtede retten som en social kulturfremtoning, i sin opfattelse af Loven og sin lære om Lovfortolkningen nærmede han sig den friretlige skole.
I forreste række af Kohlers gigantiske forfatterskab står hans Deutsches Patentrecht (1878), der har spillet en indgribende rolle i Tysklands industrihistorie, og som efterfulgtes af Forschungen aus dem Patentrecht (1888), Handbuch des deutschen Patentrechts in rechtsvergleichender Darstellung (1900—01 med register af Friedrich Rathenau 1904), Lehrbuch des Patentrechts (1908), Musterrecht, Geschmacks- und Gebrauchsmusterrecht (1909), Warenzeichenrecht (1919) og mange andre. Med Maximilian Mintz udgav Kohler Die Patentgesetze aller Völker (I—II, 1907 og 1912). Af betydeligt værd er også hans autorretlige arbejder, Das Autorrecht, eine zivilistische Abhandlung. Zugleich ein Beitrag zur Lehre vom Eigenthum, vom Miteigenthum, vom Rechtsgeschäft und vom Individualrecht (1880), og Das literarische und artistische Kunstwerk und sein Autorschutz. Eine juridisch-ästetische Studie (1892), hvortil, foruden talrige afhandlinger, sluttede sig Urheberrecht an Schriftwerken und Verlagsrecht (1907), Kunstwerkrecht (Gesetz vom 9. Januar 1907) (1909) og Der unlautere Wettbewerb. Darstellung des Wettbewerhsrechts (1914).
Kohler udstrakte i øvrigt sin virksomhed til alle dele af den borgerlige ret, Pfandrechtliche Forschungen (1882), Gesammelte Abhandlungen aus dem gemeinen und französischen Civilrecht (1883) og andre, navnlig også til studiet af den borgerlige lovbog. Sammen med Viktor Ring stiftede han 1889 Archiv für Bürgerliches Recht. Af sine bidrag hertil udgav Kohler Zwölf Studien zum Bürgerlichen Gesetzbuch (I—II, 1900 og 1909), og i Lehrbuch des Bürgerlichen Rechts (I 1906, II, 1 1906, 2 1919, III, 1 1915) fremstillede han sit eget System. Med Felix Meyer, Heinrich Dove og Hans Trumpler redigerede han 3. oplag af Oscar Borchardts Die Handelsgesetze des Erdballs (I—XIV, 1912—14). Lige så frugtbar var Kohler på processens område, hvor hans konstruktive evner og tilbøjeligheder fandt en rig tumleplads —, han skrev således blandt meget andet Der Prozess als Rechtsverhältniss. Prolegomena zu einem System des Civilprozesses (1888), Prozessrechtliche Forschungen (1889), Gesammelte Beiträge zum Civilprozess (1894) og den værdifulde »Lehrbuch des Konkursrechts (1891).
I de af Kohler foranstaltede nybearbejdelser af Franz von Holtzendorffs Encyclopädie der Rechtswissenschaft (6. oplag, I—II 1904, 7. Opl. I—V, 1913—15) fremstillede han selv, foruden Rechtsphilosophie und Universalrechtsgeschichte, også Bürgerliches Recht og Civilprozess und Konkursrecht. Kohlers bedste bidrag til strafferetten angår væsentlig dennes historie. Lidet betydelige er de Hegelske Das Wesen der Strafe. Eine Studie (1888) og Leitfaden des Deutschen Strafrechts (1912); tungere vejer derimod Studien aus dem Strafrecht (I—VI, 1890—97), af hvilke de sidste 5 hæfter indeholder det betydningsfulde Das Strafrecht der Italienischen Statuten vom 12.—16. Jahrhundert, der fik en slags fortsættelse i den af Kohler og Giustiniano Degli Azzi Vitelleschi udgivne Das Florentiner Strafrecht des XIV Jahrhunderts mit einem Anhang über den Strafprozess der italienischen Statuten (1909). Sammen med Willy Scheel, Carl Koehne og Sigmund Feist bidrog Kohler til Carolina-forskningen med det store kritisk-historiske værk Die Carolina und ihre Vorgängerinnen. Text, Erläuterung, Geschichte (I—IV, 1900, 1902, 1904 og 1915).
Af Kohlers andre strafferetlige arbejder skal fremhæves Treue und Glaube im Verkehr. Ein Beitrag zur Lehre vom strafbaren Betrug (1893), Gedanken über die Ziele des heutigen Strafrechts (1909) og Münzverbrechen und Münzversehen i Vergleichende Darstellung des Deutschen und Ausläudischen Strafrechts (speciel del III, 1916). 1900 overtog Kohler redaktionen af det næsten 50-årige, af Theodor Goltdammer påbegyndte Archiv für Strafrecht und Strafprozess og førte det i forynget skikkelse videre. Forholdsvis få er
Kohlers bidrag til statsretten, flere derimod til folkeretten og den mellemfolkelige ret i det hele, således Luftfahrtrecht (1912), Internationales Strafrecht (1917), Grundlagen des Völkerrechts. Vergangenheit, Gegenwart, Zukunft (1918). Hans Not kennt seine Gebot. Die Theorie des Notrechtes und die Ereignisse unserer Zeit (1915) er i virkeligheden et camoufleret verdenskrigsskrift. Kohlers Zeitschrift für Völkerrecht (1907 ff.), hvorfra han straks ved Verdenskrigens begyndelse fjernede sin medredaktør, professor i Cambridge Lassa Oppenheim, indeholdt ligesom Kohlers egentlige krigsbrochurer —
Jurisprudenz und Krieg (1915) og Der heilige Krieg (1915) — voldsomme udfald og angreb på Tysklands fjender og forskellige neutrale stater.
Sine filosofiske og universalhistoriske ideer forfægtede Kohler i en mængde almindelige afhandlinger og bøger, Die Ideale in Recht (1891), Einführung in die Rechtswissenschaft (1902, 5. udgave 1919), Moderne Rechtsprobleme (1907, 2. oplag 1913), Das Recht (1909) og Lehrbuch der Rechtsphilosophie (1909, 2. oplag 1917), og i talløse større og mindre arbejder udviklede han både den etnologiske jurisprudens, naturfolkenes og de gamle kulturfolks ret fra et sammenlignende, historisk stade. I Das Recht als Kulturerscheinung. Einleitung in die vergleichende Rechtswissenschaft (1885) slog han til lyd for betydning af studiet af den
sammenlignende retsvidenskab. Han dvælede både ved australnegrenes, Papuaernes, polynesiernes, malajernes, de afrikanske negerstammers og hottentotternes ret, særlig i afhandlinger i Zeitschrift für die vergleichende Rechtswissenschaft, af hvilket han blev medredaktør 1882; han undersøgte aztekernes, kinesernes, israelitternes, arabernes, islamitternes og indernes — Kulturrechte des alten Amerika I. Das Recht der Azteken (1892), Das chinesische Strafrecht (1886) og meget andet.
Med Felix Ernst Peiser udgav han Aus dem Babylonischen Rechtsleben (I—IV, 1890—91, 1894 og 1898), med den samme påbegyndte han offentliggørelsen af Hammurabis Gesetz (I 1904, fuldført med Arthur Ungnad, II—V 1909, 1910 og 1911), med Ungnad Hundert ausgewählte Rechtsurkunden aus der Spätzeit des babylonischen Schrifttums von Xerxes bis Mithridates II (485—93 v. Kr.) (1911) og Assyrische Rechtsurkunden in Umschrift und Uebersetzung nebst einem Index der Personen-Namen und Rechtserläuterungen (1913). Sammen med Erich Ziebarth skrev Kohler Das Stadtrecht von Gortyn und seine Beziehungen zum gemeingriechischen Rechte (1912), med Leopold Wenger Orientalisches Recht und Recht der Griechen und Römer (Kultur der Gegenwart II, 7. afdeling 1. halvdel 1914). Med ægteskabets oprindelse syslede Kohler blandt andet i Zur Urgescihichte der Ehe. Totemismus, Gruppenehe, Mutterrecht (1897), og han vovede sig oftere ud i etnologiens og folklorens mørke fastland — Der Ursprung der Melusinensage (1895) og andet.
En overgang til Kohlers æstetiske skrifter danner hans berømte Shakespeare vor der Forum der Jurisprudenz (1883 med et mod Jhering rettet Nachwort 1884, 2. udgave 1919), der omhandler de retsproblemer, hvortil Købmanden i Venedig, Lige for Lige og Hamlet giver anledning. Han fortsatte sine Shakespearestudier blandt andet med Verbrecher-Typen in Shakespeares Dramen (1903), forbilledet for August Golls Forbrydertyper hos Shakespeare (1907), og en oversættelse af Richard II (1918). Han efterdigtede Dante — Dantes heilige Reise (I—III 1901—03) og Szenen und Sinnsprüche aus Dantes heilige Reise (1908), jevnfør også Kohlers Dante als Prophet an unsere Zeit (1906) — og Petrarca — Aus Petrarcas Sonettenschatz (I—II 1902—03), og han skildrede Kinas klassiske filosof i Des Morgenlandes grösste Weisheit, Laotse Tao Te King (1908).
Som æstetiker behandlede Kohler både kunst, litteratur og musik — Aus dem Lande der Kunst (1882), Aesthetische Streifereien (1889, blandt andet med et essay om Ibsens Peer Gynt), Aus vier Weltteilen. Reisebilder (1908); i Vom Lebenspfad. Gesammelte Essays (1902), Aus Kultur und Leben. Gesammelte Essays (1904) samlede han en række mindre afhandlinger af forskellige indhold. Af Wagner var han en beundrer — Zur Charakteristik Richard Wagners (1893) og epigondramaet Melusine (1896). Kohlers digte Lyrische Gedichte und Balladen (1892), Neue Dichtungen (1895) og andre — er typisk efterklangspoesi, reminiscenser fra Heine og andre; Kohlers kompositioner, blandt andet melodier til strofer af Dante, Goethe og ham selv, blev fra musikalsk side modtaget med kritik. I romanen Eine Faustnatur (1907) har Kohler øjensynlig haft sig selv for øje. Samtidig med sin kolossale skribentvirksomhed udøvede Kohler ved forelæsninger, seminarøvelser og lignende en docentgerning langt ud over det almindelige, han var tillige en søgt affatter af retsbetænkninger, udgav forskellige tidsskrifter foruden de allerede nævnte o. s. v. Juristiches Litteraturblatt XV bind gav i året 1903 en bibliografisk oversigt over hans litterære produktion. Bibliografien talte dengang 526 numre, men er siden da stærkt forøget.